# Svendborg 1945
|  | Denne artikel er oprettet af botten Steenthbot ud fra en ekstern database. Den kan derfor have sproglige fejl eller mangler. Denne skabelon kan fjernes efter kontrol af indholdet. |

Svendborg 1945 er en dansk dokumentarisk optagelse fra 1945.

## Handling
Svendborg i dagene efter befrielsen 1945. Beboere beser de bombede bygninger, og oprydningsarbejdet er i gang. Optagelser fra området omkring Tinghusgade/Vestergade. Politifolk og hjemvendte soldater stiller op til fotografering. Engelske og danske soldater marcherer og kører igennem byen til stor jubel for de lokale. Der holdes taler. Begravelse og mindehøjtidelighed for de faldne i krigen. Modstandsfolk og soldater ser på, mens tyskerne marcherer hjem. Det efterladte krigsmateriel inspiceres - kampvogne, biler, granater, hjelme m.m.